# Castle Shannon
Castle Shannon é um distrito localizado no estado norte-americano da Pensilvânia, no Condado de Allegheny.

## Demografia
Segundo o censo norte-americano de 2000, a sua população era de 8556 habitantes.
Em 2006, foi estimada uma população de 8152, um decréscimo de 404 (-4.7%).

## Geografia
De acordo com o United States Census Bureau tem uma área de 4,2 km², dos quais 4,2 km² cobertos por terra e 0,0 km² cobertos por água.

## Localidades na vizinhança
O diagrama seguinte representa as localidades num raio de 8 km ao redor de Castle Shannon.